# Campeonato Mundial de Atletismo Sub-20 de 2022 - 100 m feminino
A prova dos 100 metros feminino do Campeonato Mundial de Atletismo Sub-20 de 2022 ocorreu ente os dias 2 e 3 de agosto, de 2022 no Estádio Olímpico Pascual Guerrero, em Cali, na Colômbia.

## Recordes
Antes desta competição, os recordes mundiais e do campeonato nesta prova eram os seguintes:
|       | Nome           | Nacionalidade  | Tempo | Local   | Data                |
| ----- | -------------- | -------------- | ----- | ------- | ------------------- |
| WU20R | Tamari Davis   | Estados Unidos | 10.83 | Memphis | 30 de julho de 2022 |
| CR    | Twanisha Terry | Estados Unidos | 11.03 | Tampere | 12 de julho de 2018 |
| WU20L | Tamari Davis   | Estados Unidos | 10.83 | Memphis | 30 de julho de 2022 |

Os seguintes recordes mundiais ou do campeonato foram estabelecidos durante esta competição: 
| Data        | Evento | Nome         | Nacionalidade | Tempo | Notas                 |
| ----------- | ------ | ------------ | ------------- | ----- | --------------------- |
| 3 de agosto | Final  | Tina Clayton | Jamaica       | 10.95 | Recorde do campeonato |

## Medalhistas
| Ouro               | Prata             | Bronze                                      |
| Tina Clayton (JAM) | Serena Cole (JAM) | Shawnti Jackson (USA) · N'Ketia Seedo (NED) |

## Cronograma
Todos os horários são locais (UTC-5).
| Data        | Hora  | Evento    |
| ----------- | ----- | --------- |
| 2 de agosto | 09:30 | Bateria   |
| 3 de agosto | 15:05 | Semifinal |
| 3 de agosto | 17:35 | Final     |

## Resultados

### Bateria
Qualificação: Os 3 primeiros de cada bateria (Q) e os 3 tempos mais rápidos (q).
| Posição | Bateria | Raia | Atleta                  | Nacionalidade        | Tempo        | Notas                |
| ------- | ------- | ---- | ----------------------- | -------------------- | ------------ | -------------------- |
| 1       | 4       | 2    | Tima Seikeseye Godbless | Nigéria              | 11.09        | Q, NU20R             |
| 2       | 6       | 7    | N'Ketia Seedo           | Países Baixos        | 11.16        | Q, NU20R             |
| 3       | 5       | 3    | Shawnti Jackson         | Estados Unidos       | 11.28        | Q,                   |
| 4       | 3       | 4    | Viwe Jingqi             | África do Sul        | 11.36 [.359] | Q                    |
| 4       | 6       | 5    | Nia Wedderburn-Goodison | Reino Unido          | 11.36 [.359] | Q,                   |
| 6       | 1       | 8    | Tina Clayton            | Jamaica              | 11.38        | Q                    |
| 7       | 2       | 1    | Serena Cole             | Jamaica              | 11.39        | Q                    |
| 8       | 7       | 1    | Mia Brahe-Pedersen      | Estados Unidos       | 11.45        | Q                    |
| 9       | 7       | 2    | Elena Guiu              | Espanha              | 11.46        | Q,                   |
| 10      | 1       | 6    | Joy Eze                 | Reino Unido          | 11.47        | Q,                   |
| 11      | 6       | 1    | Amy Candrlic            | Canadá               | 11.51        | Q,                   |
| 12      | 5       | 8    | Polyniki Emmanouilidou  | Grécia               | 11.55 [.549] | Q                    |
| 13      | 3       | 5    | Praise Ofoku            | Nigéria              | 11.55 [.550] | Q                    |
| 13      | 1       | 7    | Eva Kubíčková           | Chéquia              | 11.55 [.550] | Q                    |
| 15      | 4       | 7    | Taylah Cruttenden       | Austrália            | 11.58 [.576] | Q                    |
| 16      | 3       | 1    | Kishawna Niles          | Barbados             | 11.58 [.580] | Q                    |
| 17      | 2       | 2    | Brynley McDermott       | Canadá               | 11.61 [.601] | Q,                   |
| 18      | 2       | 4    | Rosina Schneider        | Alemanha             | 11.61 [.603] | Q                    |
| 19      | 6       | 6    | Emma Van Camp           | Suíça                | 11.64        | q,                   |
| 20      | 1       | 4    | Lirangi Alonzo Tejada   | República Dominicana | 11.65        | q,                   |
| 21      | 7       | 8    | Anna Pursiainen         | Finlândia            | 11.66        | Q                    |
| 22      | 4       | 1    | Elvira Tanderud         | Suécia               | 11.69        | Q                    |
| 23      | 2       | 5    | Lucy-May Sleeman        | Irlanda              | 11.71 [.701] | q                    |
| 24      | 2       | 8    | Shaniqua Bascombe       | Trinidad e Tobago    | 11.71 [.702] |                      |
| 25      | 7       | 3    | Tainara Mees            | Brasil               | 11.71 [.709] | Recorde pessoal      |
| 26      | 5       | 4    | Yarima Garcia           | Cuba                 | 11.72 [.713] | Q                    |
| 27      | 5       | 7    | Maria Mihalache         | Roménia              | 11.72 [.715] | Recorde da temporada |
| 28      | 6       | 8    | Kayla La Grange         | África do Sul        | 11.73 [.724] | Recorde pessoal      |
| 29      | 4       | 8    | Soraya Becerra          | Suíça                | 11.73 [.726] |                      |
| 30      | 2       | 6    | Maren Bakke Amundsen    | Noruega              | 11.73 [.730] |                      |
| 31      | 6       | 3    | Andrė Ožechauskaitė     | Lituânia             | 11.76        | Recorde da temporada |
| 32      | 5       | 5    | Nora Lindahl            | Suécia               | 11.77        |                      |
| 33      | 3       | 7    | Paige Archer            | Bahamas              | 11.78        |                      |
| 34      | 6       | 2    | Sina Kammerschmitt      | Alemanha             | 11.79 [.784] |                      |
| 35      | 3       | 2    | Laura Martínez Ibarguen | Colômbia             | 11.79 [.789] |                      |
| 36      | 3       | 3    | Leonor Ferreira         | Portugal             | 11.81 [.802] |                      |
| 37      | 1       | 5    | Mariandreé Chacón       | Guatemala            | 11.81 [.807] |                      |
| 38      | 2       | 7    | Anna Luca Kocsis        | Hungria              | 11.82        |                      |
| 39      | 7       | 6    | Hayley Reynolds         | Austrália            | 11.86        |                      |
| 40      | 1       | 2    | Gladymar Torres         | Porto Rico           | 11.87        |                      |
| 41      | 7       | 7    | Avantika Narale         | Índia                | 11.89 [.882] |                      |
| 42      | 1       | 3    | Ludovica Galuppi        | Itália               | 11.89 [.890] |                      |
| 43      | 3       | 6    | Talia van Rooyen        | Nova Zelândia        | 11.94 [.936] |                      |
| 44      | 6       | 4    | Shatalya Dorsett        | Bahamas              | 11.94 [.940] |                      |
| 45      | 4       | 4    | Du Y Hoang              | Vietname             | 11.95        |                      |
| 46      | 7       | 4    | Agnese Musica           | Itália               | 11.97        |                      |
| 47      | 7       | 5    | Kyah La Fortune         | Trinidad e Tobago    | 11.99        |                      |
| 48      | 4       | 6    | Leticia Ruzilla         | Brasil               | 12.01        |                      |
| 49      | 5       | 1    | Anastasija Miča         | Sérvia               | 12.05        |                      |
| 50      | 3       | 8    | Mayssa Mouawad          | Líbano               | 12.09        | Recorde pessoal      |
| 51      | 4       | 3    | Sudeshna Shivankar      | Índia                | 12.12        |                      |
| 52      | 5       | 6    | Layla Kamal             | Bahrein              | 12.13        |                      |
| 53      | 2       | 3    | Blessings Miyambo       | Zâmbia               | 12.26        | Recorde pessoal      |
| 54      | 4       | 5    | Alessandra Gasparelli   | San Marino           | 12.27        |                      |
| 55      | 1       | 1    | Alba Mbo Nchama         | Guiné Equatorial     | 13.32        | Recorde pessoal      |
| 56      | 5       | 2    | Orane Doumbe            | França               | DNS          | DNS                  |

### Semifinal
Qualificação: Os 2 primeiros de cada bateria (Q) e os 2 tempos mais rápidos (q). 
| Posição | Bateria | Raia | Atleta                  | Nacionalidade        | Tempo        | Notas                |
| ------- | ------- | ---- | ----------------------- | -------------------- | ------------ | -------------------- |
| 1       | 1       | 5    | Shawnti Jackson         | Estados Unidos       | 11.16        | Q,                   |
| 2       | 2       | 5    | Tina Clayton            | Jamaica              | 11.17        | Q                    |
| 3       | 3       | 4    | Tima Seikeseye Godbless | Nigéria              | 11.20        | Q                    |
| 4       | 1       | 3    | Viwe Jingqi             | África do Sul        | 11.25        | Q, NU20R             |
| 5       | 2       | 4    | N'Ketia Seedo           | Países Baixos        | 11.26        | Q                    |
| 6       | 3       | 5    | Serena Cole             | Jamaica              | 11.29        | Q                    |
| 7       | 3       | 3    | Mia Brahe-Pedersen      | Estados Unidos       | 11.36        | q                    |
| 8       | 1       | 6    | Elena Guiu              | Espanha              | 11.46        | q,                   |
| 9       | 1       | 4    | Joy Eze                 | Reino Unido          | 11.49        |                      |
| 10      | 2       | 6    | Nia Wedderburn-Goodison | Reino Unido          | 11.51 [.501] |                      |
| 11      | 3       | 6    | Polyniki Emmanouilidou  | Grécia               | 11.51 [.510] |                      |
| 12      | 1       | 7    | Eva Kubíčková           | Chéquia              | 11.52        |                      |
| 13      | 1       | 1    | Yarima Garcia           | Cuba                 | 11.56        | Recorde pessoal      |
| 14      | 3       | 8    | Rosina Schneider        | Alemanha             | 11.61 [.604] |                      |
| 15      | 2       | 2    | Lirangi Alonzo Tejada   | República Dominicana | 11.61 [.608] | Recorde da temporada |
| 16      | 3       | 2    | Lucy-May Sleeman        | Irlanda              | 11.62        | Recorde pessoal      |
| 17      | 2       | 7    | Taylah Cruttenden       | Austrália            | 11.67        |                      |
| 18      | 2       | 3    | Praise Ofoku            | Nigéria              | 11.68        |                      |
| 19      | 3       | 1    | Anna Pursiainen         | Finlândia            | 11.69        |                      |
| 20      | 3       | 7    | Brynley McDermott       | Canadá               | 11.71        |                      |
| 21      | 1       | 8    | Amy Candrlic            | Canadá               | 11.72        |                      |
| 22      | 2       | 1    | Elvira Tanderud         | Suécia               | 11.74        |                      |
| 23      | 2       | 8    | Kishawna Niles          | Barbados             | 11.79        |                      |
| 24      | 1       | 2    | Emma Van Camp           | Suíça                | 11.89        |                      |

### Final
A prova final foi realizada no dia 3 de agosto às 17:35. 
| Posição           | Raia | Atleta                  | Nacionalidade  | Tempo        | Notas                 |
| ----------------- | ---- | ----------------------- | -------------- | ------------ | --------------------- |
| Medalha de ouro   | 5    | Tina Clayton            | Jamaica        | 10.95        | Recorde do campeonato |
| Medalha de prata  | 7    | Serena Cole             | Jamaica        | 11.14        |                       |
| Medalha de bronze | 4    | Shawnti Jackson         | Estados Unidos | 11.15 [.148] | Recorde pessoal       |
| Medalha de bronze | 8    | N'Ketia Seedo           | Países Baixos  | 11.15 [.148] | NU20R                 |
| 5                 | 6    | Tima Seikeseye Godbless | Nigéria        | 11.19        |                       |
| 6                 | 3    | Viwe Jingqi             | África do Sul  | 11.23        | NU20R                 |
| 7                 | 2    | Mia Brahe-Pedersen      | Estados Unidos | 11.33        |                       |
| 8                 | 1    | Elena Guiu              | Espanha        | 11.52        |                       |

Legenda
| Recorde mundial       | Recorde mundial (World record)               |                       | Recorde africano                      | Recorde africano (African) |                                           | Q | Classificado por posição (Qualified) |
| Recorde do campeonato | Recorde do campeonato (Championship record)  | Recorde da América    | Recorde da América (Americas)         | q                          | Classificado por melhor tempo (Qualified) |   |                                      |
| Melhor marca do ano   | Melhor marca do ano (World leading)          | Recorde asiático      | Recorde asiático (Asian)              | DNS                        | Não largou (Did not start)                |   |                                      |
| Recorde nacional      | Recorde nacional (National record)           | Recorde europeu       | Recorde europeu (European)            | DNF                        | Não terminou (Did not finish)             |   |                                      |
| Recorde pessoal       | Recorde pessoal do atleta (Personal best)    | Recorde da Oceania    | Recorde da Oceania (Oceania)          | DSQ / DQ                   | Desclassificado (Disqualified)            |   |                                      |
| Recorde da temporada  | Recorde da temporada do atleta (Season best) | Recorde sul-americano | Recorde sul-americano (South America) | NM                         | Sem marca (No mark)                       |   |                                      |